# World Karate Federation
La Federazione Mondiale di Karate, sigla WKF (dall'inglese World Karate Federation), è una federazione sportiva fondata nel 1990 dai membri della WUKO (World Union of Karate-do Organizations, cioè Unione mondiale delle organizzazioni di karate). È l'unica organizzazione riconosciuta dal Comitato Olimpico Internazionale.
La federazione si occupa di organizzare i campionati mondiali seniores (atleti dai 18 anni in su) ogni due anni sin dalla sua fondazione, mentre organizza i campionati mondiali Under 21 (dai 18 ai 21 anni) e junior (dai 16 ai 18 anni) dal 1999. Dal 2009 infine anche quelli Cadetti (dai 14 ai 16 anni). Ha sede a Madrid e il suo presidente è Antonio Espinós.
Nel 2020 a Tokyo il karate, sotto l'egida della WKF, ha partecipato per la prima volta nella storia ai giochi olimpici anche se ormai sono tanti anni che è già definito Sport Olimpico grazie all’inclusione nel programma dei Giochi Del Mediterraneo, dei Giochi Europei, dei Giochi Olimpici Giovanili e dei Beach Games.

## Tipologie di gara
- Kumite individuale - uomini e donne
- Kumite a squadre - uomini e donne
- Kata individuale - uomini e donne
- Kata a squadre - uomini e donne (anche Bunkai)

## WKF Campionati Mondiali di Karate (Karate World Championships)
| Anno | Città             | Paese               |
| ---- | ----------------- | ------------------- |
| 1970 | Tōkyō             | Giappone            |
| 1972 | Parigi            | Francia             |
| 1975 | Long Beach        | Stati Uniti         |
| 1977 | Tōkyō             | Giappone            |
| 1980 | Madrid            | Spagna              |
| 1982 | Taipei            | Taiwan              |
| 1984 | Maastricht        | Paesi Bassi         |
| 1986 | Sydney            | Australia           |
| 1988 | Il Cairo          | Egitto              |
| 1990 | Città del Messico | Messico             |
| 1992 | Granada           | Spagna              |
| 1994 | Kota Kinabalu     | Malaysia            |
| 1996 | Sun City          | Sudafrica           |
| 1998 | Rio de Janeiro    | Brasile             |
| 2000 | Monaco di Baviera | Germania            |
| 2002 | Madrid            | Spagna              |
| 2004 | Monterrey         | Messico             |
| 2006 | Tampere           | Finlandia           |
| 2008 | Tōkyō             | Giappone            |
| 2010 | Belgrado          | Serbia              |
| 2012 | Parigi            | Francia             |
| 2014 | Brema             | Germania            |
| 2016 | Linz              | Austria             |
| 2018 | Madrid            | Spagna              |
| 2021 | Dubai             | Emirati Arabi Uniti |
| 2023 | Budapest          | Ungheria            |